# Isaac Mason Hill
Isaac Mason Hill, född cirka 1816, död 3 september 1885 var en nyzeeländsk social reformator, betjänt, butiksinnehavare och järnhandlare. Han föddes i Birmingham, cirka 1816.

### Fotnoter
1. ↑  Savage, J. F. H.. ”Isaac Mason Hill”. Dictionary of New Zealand Biography. Ministry for Culture and Heritage. http://www.teara.govt.nz/en/biographies/1h20. Läst 1 december 2011.